# Tweelingtransfusiesyndroom

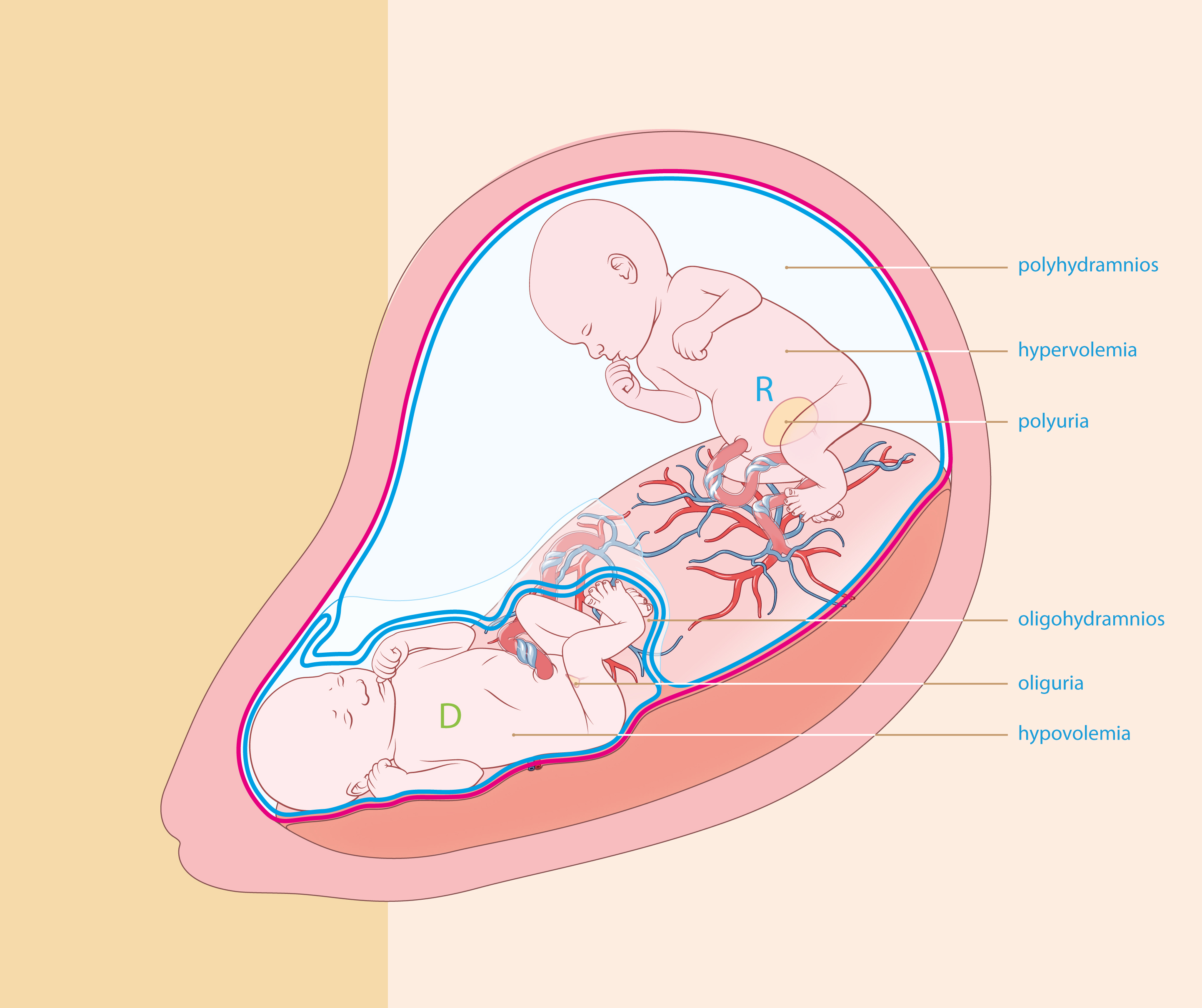
TTS: 1 foetus met veel vruchtwater, andere foetus ligt "stuck" met het vlies strak om zich heen.

Het tweelingtransfusiesyndroom (TTS), ook wel het twin-to-twin transfusion syndrome (TTTS) genoemd, ontstaat bij eeneiige, monochoriale tweelingen (dat wil zeggen tweelingen die het chorionvlies en de placenta met elkaar delen). Deze tweelingen hebben vaak wel elk een binnenste vliesje (amnion), bij echoscopie te zien als een dun tussenschot. Soms bevinden beide kinderen zich in dezelfde vruchtholte, zonder tussenschot. Dit heet mono-amniotische tweeling. Bij alle monochoriale tweelingen bestaan er bloedvat-verbindingen op de placenta. Er stroomt dan bloed van het ene naar het andere kind, en door andere vaatverbindingen weer terug. Bij 9 van de 10 tweelingen geeft dit geen problemen. Bij 1 van de 10 treedt er onbalans op: er stroomt meer bloed van het ene kind (de donor) naar het andere (de recipient). De recipient gaat als reactie veel plassen, en krijgt daardoor veel vruchtwater (polyhydramnion). De donor gaat minder plassen, en in de loop van dagen of weken raakt zijn of haar vruchtwater op (oligo- of anhydramnion). Het vliesje zit dan strak om het kind heen. In het Engels heet dit 'stuck twin'. De hoeveelheid vruchtwater is met echoscopie te meten. De diepste 'pocket' vruchtwater is normaal tussen 2 en 8 cm. Als bij een monochoriale tweeling één kind een diepste pocket van meer dan 8 cm heeft en de ander heeft minder dan 2 cm, dan is sprake van het tweelingtransfusiesyndroom. Dit treedt meestal op tussen de 16e en 26ste week van de zwangerschap, maar soms ook al bij 14 weken, of tot 30 weken.

## Incidentie
Het tweelingtransfusiesyndroom wordt gezien bij 5,5 tot 17,5% van alle zwangerschappen, waar er maar één chorion (en placenta) is. Dit zou betekenen dat het voorkomt bij ongeveer 3 kinderen per 2000 geboorten. Het lijkt echter veel minder vaak gezien te worden, mogelijk doordat de kinderen door andere oorzaken overlijden. In Nederland worden jaarlijks 50 tot 100 kinderen gezien.

## Diagnose
De diagnose TTS wordt gesteld met behulp van een uitgebreid echografisch onderzoek. In de richtlijn voor de zorg van tweelingzwangerschappen staat dat tijdens een monochoriale tweelingzwangerschap er minstens elke 2 weken een echo gemaakt moet worden. Bij klachten, zoals harde buiken of weeën door de sterke uitzetting van de baarmoeder, eventueel vaker. 
Tijdens het echografisch onderzoek wordt gekeken naar het vruchtwaterverschil tussen beide kinderen. Naast vruchtwatermetingen wordt gekeken naar blaasvulling, hartfunctie en bloedstroom in foetale bloedvaten en de navelstreng.

## Behandeling

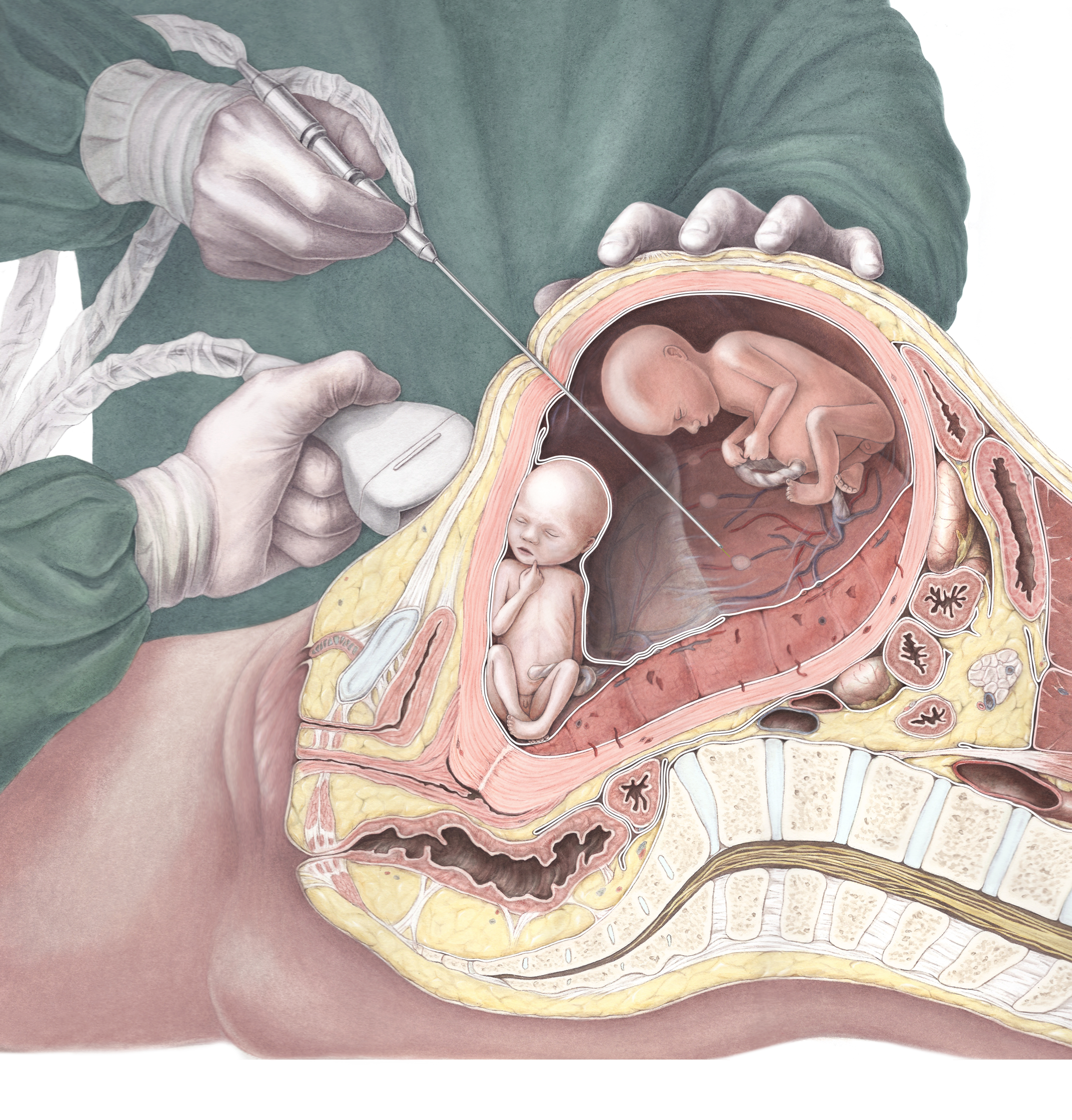
Laserbehandeling tweelingtransfusiesyndroom.

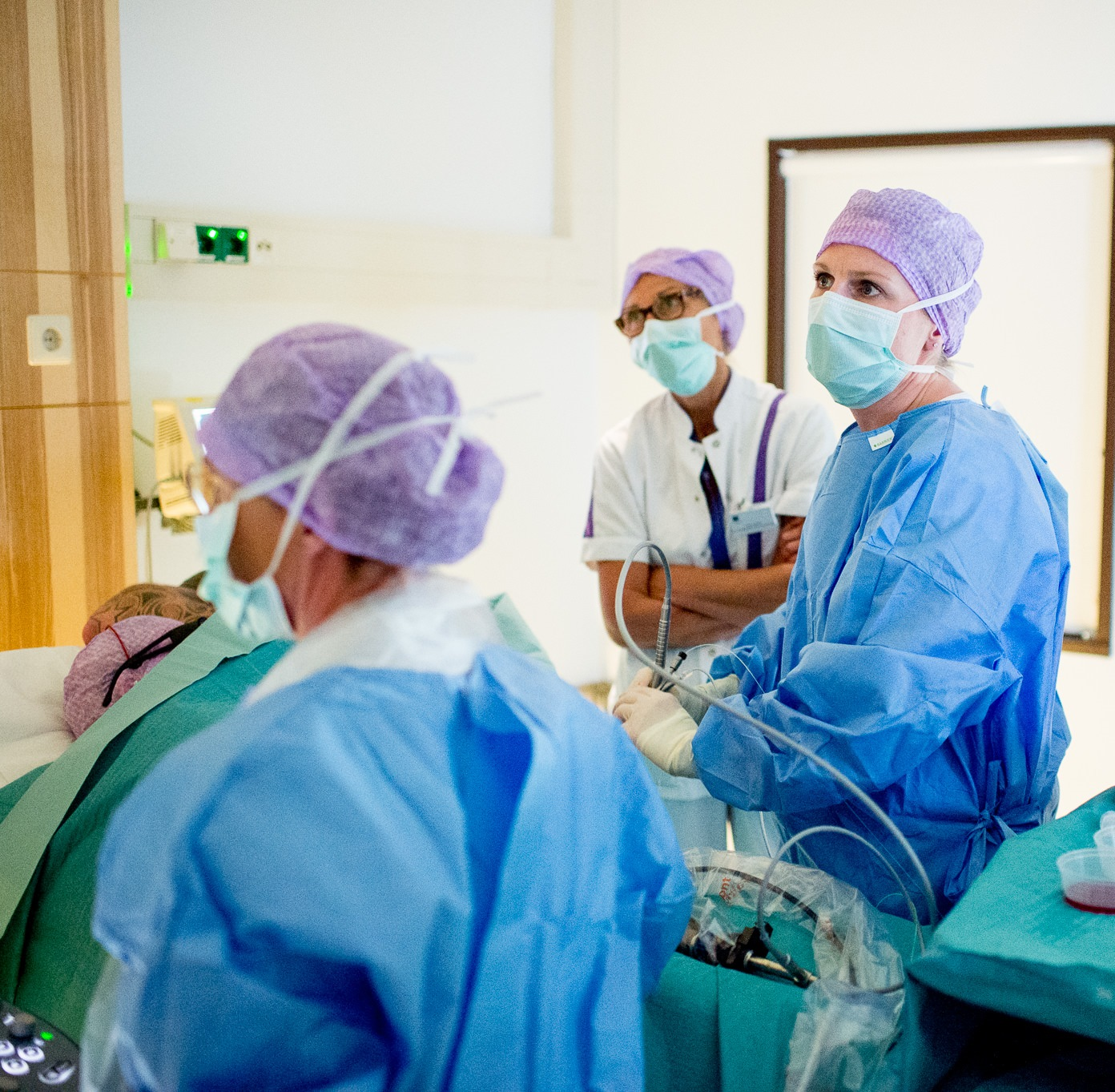
Laseroperatie voor tweelingtransfusiesyndroom (LUMC Leiden).

TTS kan behandeld worden met een operatie. Vaak wordt vruchtwater weggenomen bij het kind dat er te veel van heeft. Dit is niet zonder risico's, omdat het, wanneer het vaak gebeurt, miskramen kan veroorzaken. Ook kan een opening in het tussenschot worden gemaakt, waardoor het vruchtwater eerlijker verdeeld wordt. De kans op problemen met de navelstrengen wordt daardoor wel weer groter. Soms wordt met behulp van een laser het verbindende bloedvat afgesloten. Deze behandeling wordt overgelaten aan superspecialisten, die zich op dit terrein weer verder gespecialiseerd hebben. De laseroperatie is een kijkoperatie en wordt onder plaatselijke verdoving verricht. Hierbij worden de bloedvaten die aan elkaar zitten op de plaats van de verbinding, dichtgebrand. Het overtollige vruchtwater wordt weggezogen. Er wordt een video-opname gemaakt, die de ouders mee naar huis krijgen. Een week rust wordt aangeraden.
Na de operatie blijven tweewekelijkse controles met echoscopisch onderzoek nodig. Dit kan in overleg met het verwijzende ziekenhuis vaak 'om en om' met het foetale therapie centrum gebeuren. De geboorte van deze bijzondere tweelingen, gemiddeld rond 33-34 weken zwangerschap, vindt meestal plaats in het foetale-therapiecentrum. Na de geboorte worden de kinderen middels een ‘follow-up’-programma gevolgd, om zo hun ontwikkeling in de gaten te houden.

## Uitkomsten
Het vele vruchtwater van de ontvanger zorgt voor een sterke uitzetting van de baarmoeder. De zwangere kan hierdoor pijn voelen, of contracties (harde buiken, weeën) krijgen. Ook kunnen spontaan de vliezen breken. De kans op (veel) te vroege geboorte is dan vergroot. Als dit voor de 25ste week gebeurt overlijden beide kinderen vrijwel zeker.
Een ander gevolg van het extra bloed dat de ontvanger krijgt, is overbelasting van het hart. Zonder behandeling kan de foetus vocht gaan vasthouden, en zelfs overlijden in de baarmoeder. Soms overlijdt ook de donorfoetus in de baarmoeder.
Als de operatie met de laser op tijd wordt uitgevoerd, is er 60 tot 70% kans dat beide kinderen overleven. Van de geopereerde groep tweelingzwangeren gaat 80 tot 85% met minstens één levend kind naar huis. De gezondheid van deze kinderen op lange termijn is onderzocht. Meer dan 90% van de kinderen functioneert geheel normaal op schoolleeftijd. De kinderen die problemen hebben op lange termijn zijn vrijwel altijd te vroeg geboren.

## Foetale therapie in Nederland
Sinds 2000 wordt in Nederland TTS behandeld met een laseroperatie. Het Leids Universitair Medisch Centrum (LUMC) was het eerste centrum dat hiermee startte. In 2018 kwam daar het Radboudumc in Nijmegen bij. In het nieuwe Geboortehuis Leiden (GHL) is in 2018 een speciale foetale operatiekamer gebouwd.
Zwangeren met meerling en verdenking op TTS kunnen terecht in een van deze twee ziekenhuizen. Jaarlijks worden er ruim 100 zwangeren naar verwezen vanwege een verdenking op TTS. Bij 50 tot 60 zwangeren per jaar is daadwerkelijk een laseroperatie nodig.

## TTS in de kunst

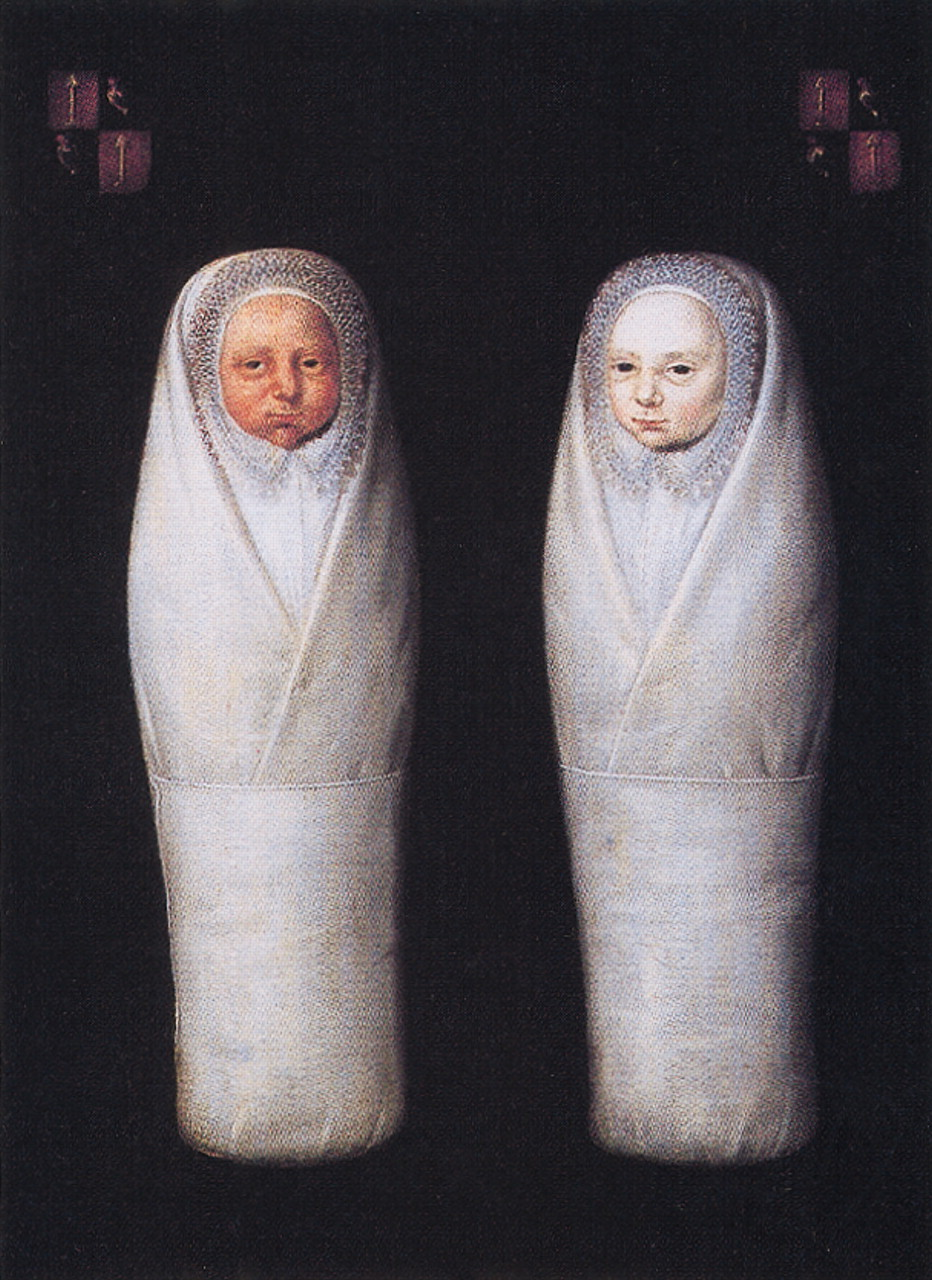
De Wikkelkinderen (1617, schilder onbekend) lijkt TTS uit te beelden.

Het schilderij De Wikkelkinderen, uit 1617, is waarschijnlijk een afbeelding van TTS. We zien twee identieke kinderen, maar de een ziet bleek en de ander rood. De kinderen zijn beide overleden voor ze volwassen werden.